# Boromisza Zsolt
Boromisza Zsolt (Szeghalom, 1928. május 18. – Budapest, 2011. július 13.) festőművész, grafikus, Szeghalom város díszpolgára.

## Életpályája
Már gyermekkorától az orvosi egyetemre készült, dr. Koczogh Ákos művészettörténész tanácsára azonban Budapestre ment, és a Képzőművészeti Főiskolán a grafikai osztályra felvételizett, ahol Hincz Gyula, Koffán Károly, Barcsay Jenő voltak a mesterei. 1952-ben fejezte be tanulmányait, diplomamunkája Veres Péter egy novellájának illusztrációja volt. Rögtön a főiskola befejezése után a Képzőművészeti Alap tagja lett, és 1953-ban szerepelt először csoportos kiállításon a Műcsarnokban.
1954-ben felvették a Képzőművészek Szövetségébe, ahonnan az 1956-os forradalom után kizárták. 1964-ben a MOM kultúrházában rendezték első egyéni kiállítását. Tizenkét éven át a Magyar Tankönyvkiadó munkatársa volt. Visszavételét a szövetségbe 1976-ban kérte, de indoklás nélkül elutasították. 1989-ben a Keresztény Értelmiségiek Szövetségének tagja lett. 1994-től a Magyar Kalobiotikai Társaság főtitkára, ugyanebben az évben a Giacomo Puccini Társaság alapító tagja. 1995-től a Magyar Esztétikai Társaság elnöke. 2000-ben az Országos Széchenyi Kör Képzőművész Csoportjának művészeti vezetője lett. 2008-ig 52 kollektív kiállításon szerepelt és 44 önálló kiállítása volt, 152 könyvet illusztrált.
Gyermekkora és ifjúsága emlékeit a 2009-ben megjelent, Álmom Szeghalom című könyvében elevenítette fel, ugyanebben az évben Szeghalom város Önkormányzata „Szeghalom város díszpolgára” címmel tüntette ki.
A művész képei megtalálhatók az ország magán- és múzeumi gyűjteményein kívül Ausztria, Lengyelország, Egyesült Államok, Hollandia, Németország, Kanada, Svájc köz- és magángyűjteményeiben.
Felesége, Judit Budapesten él, gyermekei, Péter, Piroska, Dávid, János és István Magyarországon, illetve az Egyesült Államokban.
„Ceruzával dolgozom én is, akár a grafikusok.
A grafikus szintén ír.
Megrendít viszontlátnom betűimet
A vonalak nyelvén.
Megrendít és el is némít.
Mit mondjak saját magamról?
A teljes igazság mégis az, hogy ezek a vonalak,
"billentések" a falon, megerősítik bennem
azt a nagyon fontos,
talán legfontosabb érzést és reményt,
hogy mindannyian, kivétel nélkül egyek vagyunk.
Nagyon köszönöm Zsolt,
János”
(Köszönet, Pilinszky János, 1977)

## Ars poeticája

Ereszd le jogarod (1987, olaj, tábla)

"Az emberi energia legfőképpen abban a teremtő munkában nyilvánul meg, amely átalakítja a képlékeny természeti környezetet emberi formájú és embernek értelmes világgá. A képzőművész ebben az átalakító munkában önmagán keresztül az adott művet mintegy magáévá teszi, vagyis a természetet magán áteresztve, önmagává téve nyújtja át a nézőknek, akik aztán szintén egyfajta közreműködő alkotómunkában „élvezik”, teszik magukévá a művet és „egyesülnek” a művészettel, az alkotással, a világgal. Ez az alkotás szimbiózisa, az alkotó együttélés. Ebben hiszek.
Világképem az evilági és a transzcendens egészséges ötvözetéből álló stabil elkötelezettség. Hívő ember vagyok, gyakorló római katolikus. Hiszek az emberek szeretetreméltóságában, a kölcsönös szeretetben és egymásrautaltságunkban, a rászorulók megsegítésében. Hiszek az erkölcsi világrendben. Hiszem, hogy a törvények nem korlátok és nem kalodák, amelyek megbénítanak, hanem segítenek, mankók, amelyek támaszok problémáink megoldásában. Szeretem a hívő embereket.
Hiszek az esztétika szakrális voltában. Erő az, amely a transzcendens irányába terelgeti földhöz ragadt képzeletünket, természetünket. Hiszek az alkotás teremtő erejében, emberi mivoltunkhoz tartozónak érzem ősember voltunk óta, ahogyan elkezdtük testünket és a barlang falát festeni.
Hiszem a szakmailag megalapozott, jól képzett, kiművelt, megalapozott, jó képzőművészet létjogosultságát, nem kötve magam semmiféle irányzathoz. De nem hiszek a „polgárpukkasztásban”, a gesztusfestészetnek nevezett pacákban, sem a duchampi pissoire-okban, mint művészetben. A kiegyensúlyozott realizmus-expresszionizmus-impresszionizmus ötvözete áll közel hozzám. Magam végigpróbáltam sokféle kifejezésmódot, stílusirányzatot, kezdetben festettem sok-sok realista tanulmányt, tájképet, majd expresszionizmus fiatalos dühével dolgoztam. Megpróbálkoztam a tassizmussal és néhány talált tárggyal összeeszkábáltam „műveket”. Az absztrakció, a kockológia is foglalkoztatott egy ideig, de mindezek soha nem a véglegesség célzatával, hanem a megismerés egyfajta kíváncsiságával. Végül is megállapodásomat a realizmusban találtam meg, amely nem nélkülöz sem bizonyos expresszivitást, sem absztrakciót, sem ikonos elemeket, voltaképpen valójában boromiszává lettem."

## Egyéni kiállítások
- 1964 • Magyar Optikai Művek Művelődési Ház, Budapest
- 1968 • Központi Fizikai Kutató Intézet, Budapest
- 1986 • Sárréti Múzeum, Szeghalom
- 1990 • Adalbertinum
- 1991 • Keresztút, Duna-parti piarista kápolna, Budapest
- 1993 • Vasadi Péter műveihez készült grafikái, Budapesti Piarista Rendház
- 1994 • Széchenyi István Emlékmúzeum, Nagycenk
- 1995 • Hommage a Gerencsér Ferenc, RBC Klub
- 1997 • Grafikák Pilinszky-, Vasadi-, Szedő-versekre, Osiris Könyvesház, Budapest
- 1997 • Álmom Szeghalom, Sárréti Múzeum, Szeghalom
- 1998 • Gerencsér-emlékkiállítás, Szentkozmadombja
- 1999 • Duna-parti piarista kápolna, Budapest
- 1999 • Terényi képek, művelődési ház, Terény
- 1999 • Jézus élete – montázssorozat, Duna-parti piarista kápolna, Budapest
- 2001 • Hűség kiállítás, Máriaremete, Pesthidegkúti Ökumenikus Általános Iskola
- 2004 • Kastl, Németország
- 2006 • Kultúrház, Decs

## Állandó kiállítás
2011 • Wenckheim–D’Orsay-kastély

## Nagyobb falképek, üvegablakok
- 1965 • Gyógyszerészet, Leányfalu
- 1970 • Temetési ravatalozó, Szeghalom
- 1972 • „Megégett Krisztus”, Mária-székesegyház, Gdansk, Lengyelország
- 1979 • „Ábrahám három angyallal”, Magánház, Visegrád
- 1994 • „Golgota”, Erzsébet Kórház – Geriátria, Budapest
- 1995 • Református Bethesda Gyermekklinika Imaterme, Budapest
- 1996 • „Engedjétek hozzám a gyermekeket” falkép, Református Bethesda Gyermekklinika, Budapest
- 1998 • Falkép, Gádor Patika, Budafok
- 2002 • „Magyar Szentek” (2 falkép), Szondi utcai Szent Család Plébániatemplom, Budapest
- 2004 • „Magyar Szentek” (3 üvegablak), Szondi utcai Szent Család Plébániatemplom, Budapest
- 2006 • „Krisztus Király”, szentélyfal, katolikus templom, Decs
- 2008 • Üvegablak, Szent Márton-plébániatemplom, Vizafogó, Budapest
- 2008 • Két mellékoltár falképe, katolikus templom, Decs

## Művei közgyűjteményekben
- Janus Pannonius Múzeum Modern Magyar Képtár, Pécs
- Szeghalmi Polgármesteri Hivatal

## Díjai, elismerései
- Centenáriumi Emlékplakett – Pest-Buda-Óbuda Egyesülése (1973)
- Szép Magyar Könyv verseny díj, illusztrációért (1975)
- Szép Magyar Könyv verseny díj, illusztrációért (1976)
- Szép Magyar Könyv verseny díj, illusztrációért (1983)
- Nemzeti Tankönyvkiadó Emlékérem (1999)
- Pro Vita Aesthetica Emlékérem (2000)

## Kapcsolat
A Boromisza Zsolt Alapítvány Facebook-oldala: https://www.facebook.com/Boromisza-Zsolt-Alap%C3%ADtv%C3%A1ny-454311417959651/
boromiszazsoltalapitvany@gmail.com